# Grand Prix Formule 1 van Groot-Brittannië 1992
De Grand Prix Formule 1 van Groot-Brittannië 1992 werd gehouden op 12 juli 1992 op Silverstone.

## Uitslag
| Positie | Nummer | Rijder             | Team                | Ronden | Tijd/Opgave         | Startplaats | Punten |
| ------- | ------ | ------------------ | ------------------- | ------ | ------------------- | ----------- | ------ |
| 1       | 5      | Nigel Mansell      | Williams-Renault    | 59     | 1:25:42.991         | 1           | 10     |
| 2       | 6      | Riccardo Patrese   | Williams-Renault    | 59     | + 39.094            | 2           | 6      |
| 3       | 20     | Martin Brundle     | Benetton-Ford       | 59     | + 48.395            | 6           | 4      |
| 4       | 19     | Michael Schumacher | Benetton-Ford       | 59     | + 53.267            | 4           | 3      |
| 5       | 2      | Gerhard Berger     | McLaren-Honda       | 59     | + 55.795            | 5           | 2      |
| 6       | 11     | Mika Häkkinen      | Lotus-Ford          | 59     | + 1:20.138          | 9           | 1      |
| 7       | 9      | Michele Alboreto   | Arrows-Mugen-Honda  | 58     | + 1 Ronde           | 12          |        |
| 8       | 26     | Érik Comas         | Ligier-Renault      | 58     | + 1 Ronde           | 10          |        |
| 9       | 28     | Ivan Capelli       | Ferrari             | 58     | + 1 Ronde           | 14          |        |
| 10      | 25     | Thierry Boutsen    | Ligier-Renault      | 57     | + 2 Rondes          | 13          |        |
| 11      | 3      | Olivier Grouillard | Tyrrell-Ilmor       | 57     | + 2 Rondes          | 20          |        |
| 12      | 10     | Aguri Suzuki       | Arrows-Mugen-Honda  | 57     | + 2 Rondes          | 17          |        |
| 13      | 21     | Jyrki Järvilehto   | Dallara-Ferrari     | 57     | + 2 Rondes          | 19          |        |
| 14      | 15     | Gabriele Tarquini  | Fondmetal-Ford      | 57     | + 2 Rondes          | 15          |        |
| 15      | 22     | Pierluigi Martini  | Dallara-Ferrari     | 56     | + 3 Rondes          | 22          |        |
| 16      | 8      | Damon Hill         | Brabham-Judd        | 55     | + 4 Rondes          | 26          |        |
| 17      | 24     | Gianni Morbidelli  | Minardi-Lamborghini | 53     | Motor               | 25          |        |
| NF      | 1      | Ayrton Senna       | McLaren-Honda       | 52     | Transmissie         | 3           |        |
| NF      | 4      | Andrea de Cesaris  | Tyrrell-Ilmor       | 46     | Spin                | 18          |        |
| NF      | 27     | Jean Alesi         | Ferrari             | 43     | Mechanisch probleem | 8           |        |
| NF      | 32     | Stefano Modena     | Jordan-Yamaha       | 43     | Motor               | 23          |        |
| NF      | 33     | Mauricio Gugelmin  | Jordan-Yamaha       | 37     | Motor               | 24          |        |
| NF      | 29     | Bertrand Gachot    | Venturi-Lamborghini | 32     | Wiel                | 11          |        |
| NF      | 12     | Johnny Herbert     | Lotus-Ford          | 31     | Transmissie         | 7           |        |
| NF      | 16     | Karl Wendlinger    | March-Ilmor         | 27     | Versnellingsbak     | 21          |        |
| NF      | 30     | Ukyo Katayama      | Venturi-Lamborghini | 27     | Transmissie         | 16          |        |
| NQ      | 23     | Alessandro Zanardi | Minardi-Lamborghini |        |                     |             |        |
| NQ      | 17     | Paul Belmondo      | March-Ilmor         |        |                     |             |        |
| NQ      | 14     | Andrea Chiesa      | Fondmetal-Ford      |        |                     |             |        |
| WD      | 7      | Eric van de Poele  | Brabham-Judd        |        |                     |             |        |
| PQ      | 34     | Roberto Moreno     | Andrea Moda-Judd    |        |                     |             |        |
| PQ      | 35     | Perry McCarthy     | Andrea Moda-Judd    |        |                     |             |        |

## Wetenswaardigheden
- Nigel Mansell won zijn thuis-GP. De Britse toeschouwers bestormden het circuit waardoor Mansells wagen vast kwam te zitten tussen de toeschouwers. Enkel dankzij de hulp van de marshalls raakte hij toch nog in de pits voor de podiumceremonie.
- Damon Hill maakte zijn debuut voor Brabham.
- Ayrton Senna gaf op door problemen met de transmissie. Door deze opgave maakte hij ook geen kans meer op het wereldkampioenschap.
- Aan het eind van de race had Gerhard Berger problemen aan de motor.

## Statistieken
| Pole-position | Nigel Mansell | Williams-Renault | 1:18.965 |
| Snelste ronde | Nigel Mansell | Williams-Renault | 1:22.539 |

## Noot
- Dit was de 25ste pole position voor Nigel Mansell.

1926 · 1927 · 1948 · 1949 · 1950 · 1951 · 1952 · 1953 · 1954 · 1955 · 1956 · 1957 · 1958 · 1959 · 1960 · 1961 · 1962 · 1963 · 1964 · 1965 · 1966 · 1967 · 1968 · 1969 · 1970 · 1971 · 1972 · 1973 · 1974 · 1975 · 1976 · 1977 · 1978 · 1979 · 1980 · 1981 · 1982 · 1983 · 1984 · 1985 · 1986 · 1987 · 1988 · 1989 · 1990 · 1991 · 1992 · 1993 · 1994 · 1995 · 1996 · 1997 · 1998 · 1999 · 2000 · 2001 · 2002 · 2003 · 2004 · 2005 · 2006 · 2007 · 2008 · 2009 · 2010 · 2011 · 2012 · 2013 · 2014 · 2015 · 2016 · 2017 · 2018 · 2019 · 2020 · 2021 · 2022 · 2023 · 2024 · 2025 · 2026 · 2027 · 2028 · 2029 · 2030 · 2031 · 2032 · 2033 · 2034